# George Mitchell (attore)
George Mitchell (Larchmont, 21 febbraio 1905 – Washington, 18 gennaio 1972) è stato un attore statunitense.
Nel corso della sua carriera televisiva apparve in più di 80 di produzioni dal 1952 al 1973. Partecipò inoltre a una ventina di film per il cinema dal 1935 al 1971 e fu accreditato anche con i nomi George Andre, George André e Wm. Sturgis.

## Biografia
George Mitchell nacque a Larchmont, New York, il 21 febbraio 1905. Cominciò come attore teatrale partecipò a diverse produzioni anche a Broadway. Debuttò al cinema agli inizi a metà degli anni trenta e in televisione agli inizi degli anni cinquanta.
Fu interprete di diversi personaggi delle serie televisive, tra cui Clay Bristol in sei episodi della serie Stoney Burke dal 1962 al 1963 e Matthew Morgan in tre episodi della soap opera Dark Shadows nel 1966. Continuò la sua carriera per la televisione impersonando una miriade di ruoli minori e inanellando una serie di apparizioni da guest star in decine di episodi di serie televisive, dall'epoca d'oro della televisione statunitense fino agli anni settanta. Recitò anche in ruoli diversi in più di un episodio, come in tre episodi di The United States Steel Hour, quattro episodi di Studio One, quattro episodi di The Big Story, due episodi di Gunsmoke, due episodi di Have Gun - Will Travel, tre di Laramie, due di Perry Mason, quattro di Ai confini della realtà, cinque di Death Valley Days, due de Il fuggiasco, tre episodi di Bonanza e due de Il virginiano.
La sua carriera per il cinema vede diverse partecipazioni; tra i personaggi a cui diede vita si possono citare Kolla in Once in a Blue Moon (1935), il tenente Johnny De Angelis in Capitano Eddie (1945), Hugh Britton ne La città del vizio (1955), zio Lije ne Il selvaggio e l'innocente (1959), Carl Tamin in Fallguy (1962), Harry Sperling in Pugno proibito (1962), il procuratore distrettuale Paul Farish ne La notte del delitto (1963), Monsignor Ryan in Voglio essere amata in un letto d'ottone (1964), Evan ne Le colline blu (1966), Tetter in Carta che vince, carta che perde (1967), Jake Kiner in Ragazzo la tua pelle scotta (1969) e l'ubriacone Jackson, uno dei due sopravvissuti all'organismo extraterrestre Andromeda nel film fantascientifico Andromeda (1971).
Fu accreditato per l'ultima volta sugli schermi televisivi in un episodio trasmesso il 24 giugno 1971, intitolato The Wright Brothers e facente parte della serie NET Playhouse, nel quale interpreta il ruolo di Wright (in seguito partecipò al film per la televisione Onora il padre non accreditato), mentre il suo ultimo ruolo per il grande schermo fu quello di un camionista nel film del 1971 Strada a doppia corsia.
Sposato con l'attrice Katherine Squire, con la quale partecipò a diverse produzioni, morì a Washington il 18 gennaio 1972.

## Filmografia

### Cinema
- Once in a Blue Moon, regia di Ben Hecht, Charles MacArthur (1935)
- Virginia, regia di Edward H. Griffith (1941)
- Capitano Eddie (Captain Eddie), regia di Lloyd Bacon (1945)
- La città del vizio (The Phenix City Story), regia di Phil Karlson (1955)
- Quel treno per Yuma (3:10 to Yuma), regia di Delmer Daves (1957)
- Il selvaggio e l'innocente (The Wild and the Innocent), regia di Jack Sher (1959)
- Invasion of the Animal People, regia di Virgil W. Vogel (1959)
- Fallguy, regia di Donn Harling (1962)
- Third of a Man, regia di Robert Lewin (1962)
- L'uomo di Alcatraz (Birdman of Alcatraz), regia di John Frankenheimer (1962)
- Pugno proibito (Kid Galahad), regia di Phil Karlson (1962)
- La notte del delitto (Twilight of Honor), regia di Boris Sagal (1963)
- Voglio essere amata in un letto d'ottone (The Unsinkable Molly Brown), regia di Charles Walters (1964)
- Nevada Smith, regia di Henry Hathaway (1966)
- Le colline blu (Ride in the Whirlwind), regia di Monte Hellman (1966)
- Carta che vince, carta che perde (The Flim-Flam Man), regia di Irvin Kershner (1967)
- Ragazzo la tua pelle scotta (The Learning Tree), regia di Gordon Parks (1969)
- Andromeda (The Andromeda Strain), regia di Robert Wise (1971)
- Strada a doppia corsia (Two-Lane Blacktop), regia di Monte Hellman (1971)

### Televisione
- Lights Out – serie TV, episodio 4x37 (1952)
- Studio One – serie TV, 4 episodi (1952-1957)
- Death Valley Days – serie TV, 5 episodi (1953-1964)
- The United States Steel Hour – serie TV, 3 episodi (1954-1957)
- The Philco Television Playhouse – serie TV, un episodio (1954)
- Suspense – serie TV, un episodio (1954)
- Inner Sanctum – serie TV, un episodio (1954)
- You Are There – serie TV, un episodio (1954)
- Kraft Television Theatre – serie TV, un episodio (1955)
- The Big Story – serie TV, 4 episodi (1956-1957)
- Goodyear Television Playhouse – serie TV, un episodio (1956)
- The Adventures of Marco Polo – film TV (1956)
- Una donna poliziotto (Decoy) – serie TV, episodio 1x04 (1957)
- Have Gun - Will Travel – serie TV, 2 episodi (1958-1960)
- Harbormaster – serie TV, un episodio (1958)
- Le grandi fiabe (Shirley Temple's Storybook) – serie TV, un episodio (1958)
- Trackdown – serie TV, un episodio (1958)
- Papà ha ragione (Father Knows Best) – serie TV, un episodio (1958)
- Peter Gunn – serie TV, episodio 1x11 (1958)
- Avventure lungo il fiume (Riverboat) – serie TV, 2 episodi (1959-1960)
- Alcoa Presents: One Step Beyond – serie TV, 2 episodi (1959-1960)
- Gunsmoke – serie TV, 2 episodi (1959-1960)
- I racconti del West (Zane Grey Theater) – serie TV, un episodio (1959)
- Black Saddle – serie TV, un episodio (1959)
- The Californians – serie TV, un episodio (1959)
- Steve Canyon – serie TV, un episodio (1959)
- Westinghouse Desilu Playhouse – serie TV, episodio 1x25 (1959)
- The Lawless Years – serie TV, un episodio (1959)
- The Alaskans – serie TV, un episodio (1959)
- Tightrope – serie TV, episodio 1x06 (1959)
- Johnny Ringo – serie TV, un episodio (1959)
- Lo sceriffo indiano (Law of the Plainsman) – serie TV, episodio 1x09 (1959)
- Bronco – serie TV, un episodio (1959)
- Thriller – serie TV, 2 episodi (1960-1961)
- Laramie – serie TV, 3 episodi (1960-1962)
- Perry Mason – serie TV, 2 episodi (1960-1963)
- Ai confini della realtà (The Twilight Zone) – serie TV, 4 episodi (1960-1963)
- Bonanza – serie TV, 3 episodi (1960-1968)
- Tales of Wells Fargo – serie TV, un episodio (1960)
- I detectives (The Detectives) – serie TV, episodio 1x24 (1960)
- Gli intoccabili (The Untouchables) – serie TV, un episodio (1960)
- Alfred Hitchcock presenta (Alfred Hitchcock Presents) – serie TV, un episodio (1960)
- Shotgun Slade – serie TV, un episodio (1960)
- Tate – serie TV, un episodio (1960)
- Scacco matto (Checkmate) – serie TV, episodio 1x07 (1960)
- The Tall Man – serie TV, un episodio (1960)
- Two Faces West – serie TV, un episodio (1961)
- The Americans – serie TV, episodio 1x06 (1961)
- Il magnifico King (National Velvet) – serie TV, episodio 1x25 (1961)
- Avventure in paradiso (Adventures in Paradise) – serie TV, un episodio (1961)
- La città in controluce (Naked City) – serie TV, un episodio (1961)
- La parola alla difesa (The Defenders) – serie TV, un episodio (1961)
- Lotta senza quartiere (Cain's Hundred) – serie TV, un episodio (1961)
- Hazel – serie TV, un episodio (1961)
- Stoney Burke – serie TV, 6 episodi (1962-1963)
- L'ora di Hitchcock (The Alfred Hitchcock Hour) – serie TV, 3 episodi (1962-1965)
- Frontier Circus – serie TV, un episodio (1962)
- Ben Casey – serie TV, episodio 1x26 (1962)
- The Beachcomber – serie TV, 2 episodi (1962)
- Il fuggiasco (The Fugitive) – serie TV, 2 episodi (1963-1964)
- Sam Benedict – serie TV, un episodio (1963)
- The Travels of Jaimie McPheeters – serie TV, episodio 1x01 (1963)
- Profiles in Courage – serie TV, 2 episodi (1964-1965)
- La grande avventura (The Great Adventure) – serie TV, episodio 1x19 (1964)
- Lassie – serie TV, un episodio (1965)
- Viaggio in fondo al mare (Voyage to the Bottom of the Sea) – serie TV, un episodio (1965)
- I giorni di Bryan (Run for Your Life) - serie TV, episodio 1x05 (1965)
- A Man Called Shenandoah – serie TV, episodio 1x13 (1965)
- Daktari – serie TV, episodi 1x09-2x28 (1966-1967)
- Il virginiano (The Virginian) – serie TV, 2 episodi (1966-1971)
- Dark Shadows – serie TV, 3 episodi (1966)
- Kronos - Sfida al passato (The Time Tunnel) – serie TV, episodio 1x08 (1966)
- Vita da strega (Bewitched) – serie TV, un episodio (1966)
- Lancer – serie TV, episodio 1x15 (1969)
- Tony e il professore (My Friend Tony) – serie TV, un episodio (1969)
- La signora e il fantasma (The Ghost & Mrs. Muir) – serie TV, un episodio (1969)
- La terra dei giganti (Land of the Giants) – serie TV, un episodio (1969)
- The Bold Ones: The Senator – serie TV, un episodio (1971)
- NET Playhouse – serie TV, un episodio (1971)
- Onora il padre (Honor Thy Father) – film TV (1973)